# Beer Drinkers and Hell Raisers
Beer Drinkers and Hell Raisers ist eine EP der Band Motörhead, die am 27. November 1980 veröffentlicht wurde. Die EP besteht aus vier Tracks, die während der Aufnahmen für ihr erstes Album  Motörhead im Jahr 1977 in den Escape Studios in Kent, England, aufgenommen wurden, aber zuvor unveröffentlicht blieben. Die EP wurde von Big Beat Records, einer Tochterfirma von Chiswick Records, veröffentlicht, bei der die Band bei der Aufnahme der Tracks 1977 unter Vertrag stand. Die Veröffentlichung wurde von der Band nicht autorisiert, obwohl sie nicht dagegen war.

## Hintergrund
Alle vier Titel der EP wurden 1977 während der Aufnahmen des ersten Albums der Band, Motörhead, aufgenommen und galten als Outtakes. Als solche wurden sie erst verspätet veröffentlicht, nachdem der Song Ace of Spades im Jahr 1980 Platz 4 der britischen Alben-Charts erreicht hatte. Trotz des damaligen Erfolges der Band gelang es der EP nicht, in die britischen Charts vorzudringen. Einige Jahre später „plünderte“ Ted Carroll, der Chef von Chiswick Records, erneut die Archive seines Labels, um eine rückblickende Veröffentlichung einer Live-Aufnahme aus der gleichen Ära mit dem Titel What's Words Worth? zu veröffentlichen.
Lemmy hat über Ted Carrolls Veröffentlichungen berichtet: „Er ist ein großartiger Kauz, und wenn Ted nicht gewesen wäre, gäbe es sowieso kein Motörhead, also hat Ted freie Hand, er kann mit dem alten Katalog machen, was er will.“

## Aufnahmen
Die ursprüngliche ZZ-Top-Version des Liedes Beer Drinkers & Hell Raisers, die für ihr 1973 veröffentlichtes Album Tres Hombres aufgenommen wurde, enthält Gesangspassagen, die zwischen Gitarrist Billy Gibbons und Bassist Dusty Hill ausgetauscht wurden, wobei sich die beiden abwechselten. Motörheads Version replizierte dieses Arrangement, wobei Bassist Lemmy und Gitarrist „Fast“ Eddie Clarke die Passagen tauschten. Dies war Clarkes Debüt als Leadsänger der Band und es stellte auch eine der wenigen Gelegenheiten dar, bei denen ein Motörhead-Song mit Gesang von jemand anderem als Lemmy gespielt wurde. Andere Songs waren Step Down, I'm Your Witchdoctor und Emergency.
Eine frühere Version von On Parole war von der Band 1975 für ein Album für United Artists aufgenommen worden, das schließlich auf Eis gelegt wurde. Der Ex-Gitarrist Larry Wallis, der das Lied geschrieben hatte, veröffentlichte eine Version als B-Seite zu seiner 1977 bei Stiff Records erschienenen Single Police Car. Der Song war eine der Hauptstützen in Motörheads früher Setlist, wie zum Beispiel auf What's Words Worth?, obwohl er irgendwann nach 1979, als das Repertoire der Band wuchs, endgültig nicht mehr gesungen wurde. I'm Your Witchdoctor, laut Lemmy „ein großartiger Song“, ist eine Cover-Version des gleichnamigen Songs von John Mayall & the Bluesbreakers und war ein weiterer Haupttitel der Setlist der Band um 1977–78. Instro, die einzige Originalkomposition der EP, ist ein seltenes Instrumentalstück der Band, von dem man annimmt, dass es aufgrund unzureichender Studiozeit während der 1977er-Aufnahme, aus denen es ausgesucht wurde, nie fertiggestellt wurde.

## Veröffentlichung
Die Vinyl-EP wurde als 7-Zoll-Pressung (NS61) und als 12-Zoll-Pressung (SWT61) herausgegeben; beide Formate wurden in schwarzem, blauem, orangefarbenem, rosa und weißem Vinyl als farbige Platten gepresst und es gab auch eine 7-Zoll-Hörspielhülle. Zusammen mit der B-Seite der Motörhead-Single City Kids wurden die Lieder dieser EP 1988 von Big Beat Records als Bonustracks auf der CD-Wiederauflage des Albums Motörhead veröffentlicht. 1982 veröffentlichte Big Beat Records eine deutsche und eine französische Ausgabe mit den zusätzlichen Tracks Vibrator, White Line Fever, City Kids, Keep Us on the Road, Lost Johnny und Motörhead. Sie wurde auf dem üblichen schwarzen Vinyl (A 120 174) und als Picture Disc (PD 120 174) veröffentlicht.

## Titelliste
Die Titelliste der Originalveröffentlichung 1980 enthielt:
1. Beer Drinkers & Hell Raisers (Gibbons, Hill, Beard) – 3:27
2. On Parole (Wallis) – 5:57
3. Instro (Kilmister, Clarke, Taylor) – 2:27
4. I'm Your Witchdoctor (Mayall) – 2:58

Die Veröffentlichung 1988 enthielt:
1. Beer Drinkers & Hell Raisers (Gibbons, Hill, Beard) – 3:15
2. On Parole (Wallis) – 5:40
3. Vibrator (Larry Wallis, Mick Brown) – 3:25
4. White Line Fever (Kilmister, Clarke, Taylor) – 2:35
5. City Kids (Sanderson, Wallis) – 3:12
6. Instro (Kilmister, Clarke, Taylor) – 2:20
7. I'm Your Witchdoctor (Mayall) – 2:45
8. Keep Us On the Road (Kilmister, Clarke, Taylor, Farren) – 2:45
9. Lost Johnny (Kilmister, Farren) – 4:00
10. Motörhead (Kilmister, Farren) – 3:00

## Belege
1. ↑  Motörhead, Motörhead, Chiswick Records & Ace Records, CDWIKM 2, Januar 2001; Anmerkungen von Ted Carroll, S. 1 und Rückseite
2. ↑  Alan  Burridge: Illustrated Collector’s Guide to Motörhead Collector’s Guide Publishing, 1995; S. 70. ISBN 0-9695736-2-6
3. 1 2  Harry Shaw: Lemmy... In his own words. Omnibus Press (c) 2002, ISBN 0-7119-9109-X, S. 37 (englisch).
4. 1 2  Burridge, Alan Illustrated Collector’s Guide to Motörhead Published: 1995, Collector’s Guide Publishing ISBN 0-9695736-2-6